# جوناثان كوين بارنت
جوناثان كوين بارنت (بالإنجليزية: Jonathan Quinn Barnett) هو مصمم أمريكي، ولد في 1964.